# Vahliaceae
Vahliaceae is een botanische naam, voor een familie van tweezaadlobbige planten. Een familie onder deze naam wordt pas de laatste decennia erkend door systemen van plantentaxonomie, onder meer door het APG-systeem (1998) en het APG II-systeem (2003).
Het gaat om een heel kleine familie, van enkele soorten in één genus.

## Geslachten
- Vahlia Thunb.